# Muurbloem
De muurbloem (Erysimum cheiri, synoniem: Cheiranthus cheiri) is een vaste plant uit de kruisbloemenfamilie (Brassicaceae). Het is een soort die in het wild zeldzaam geworden is, maar waarvan cultivars in tuinen veel worden gebruikt als sierplant. De halfstruik is afkomstig uit het oostelijke deel van het Middellandse Zeegebied. Romeinen introduceerden de plant vermoedelijk zo'n 2000 jaar geleden als sierplant en geneeskruid in de Lage Landen.
Dialectnamen: Steenvlier (Boutersem, België); muurvlier (Hoegaarden, België)

## Beschrijving
De plant wordt 20-90 cm hoog. De muurbloem krijgt pas in het tweede jaar bloemen en bloeit van april tot juni met geurende bloemen. De bloemen van wilde planten zijn goudgeel, die van cultivars zijn donkergeel, oranje of roodbruin. De kroonbladen zijn 1,5-2,5 cm lang. De stijl heeft aan de top twee naar buiten gebogen, 2 mm lange stempellobben. Soms worden ook verwilderde siervarianten gezien. 
De afgeplatte, vierkantige vruchten zijn smal lijnvormig en 2,5-7,5 mm lang. De zaden van de wilde muurbloem zijn gevleugeld, die van cultivars zijn ongevleugeld.

## Groeiplaats en bescherming
De wilde muurbloem groeit vooral op oude muren van kerken, ruïnes, stadswallen en forten. Voorwaarde is dat de specie tussen de stenen veel kalk bevat. De plant is in Nederland zeer zeldzaam en staat als ernstig bedreigd op de Rode lijst, sinds 1950 is het aantal groeiplaatsen zeer sterk afgenomen. Bij restauratie van muren waarop de muurbloem is gevestigd dienen wettelijk voorgeschreven beschermingsmaatregelen getroffen te worden. Deze plant is in Nederland wettelijk beschermd door de Wet natuurbescherming. De meest noordelijke plek in Europa waar de plant in het wild voorkomt is de oude stadsmuur van Hanzestad Kampen in Overijssel. 

## Plantensociologie
De muurbloem is de belangrijkste kensoort voor de muurbloem-associatie (Asplenio-Cheiranthetum cheiri).

## Afbeeldingen

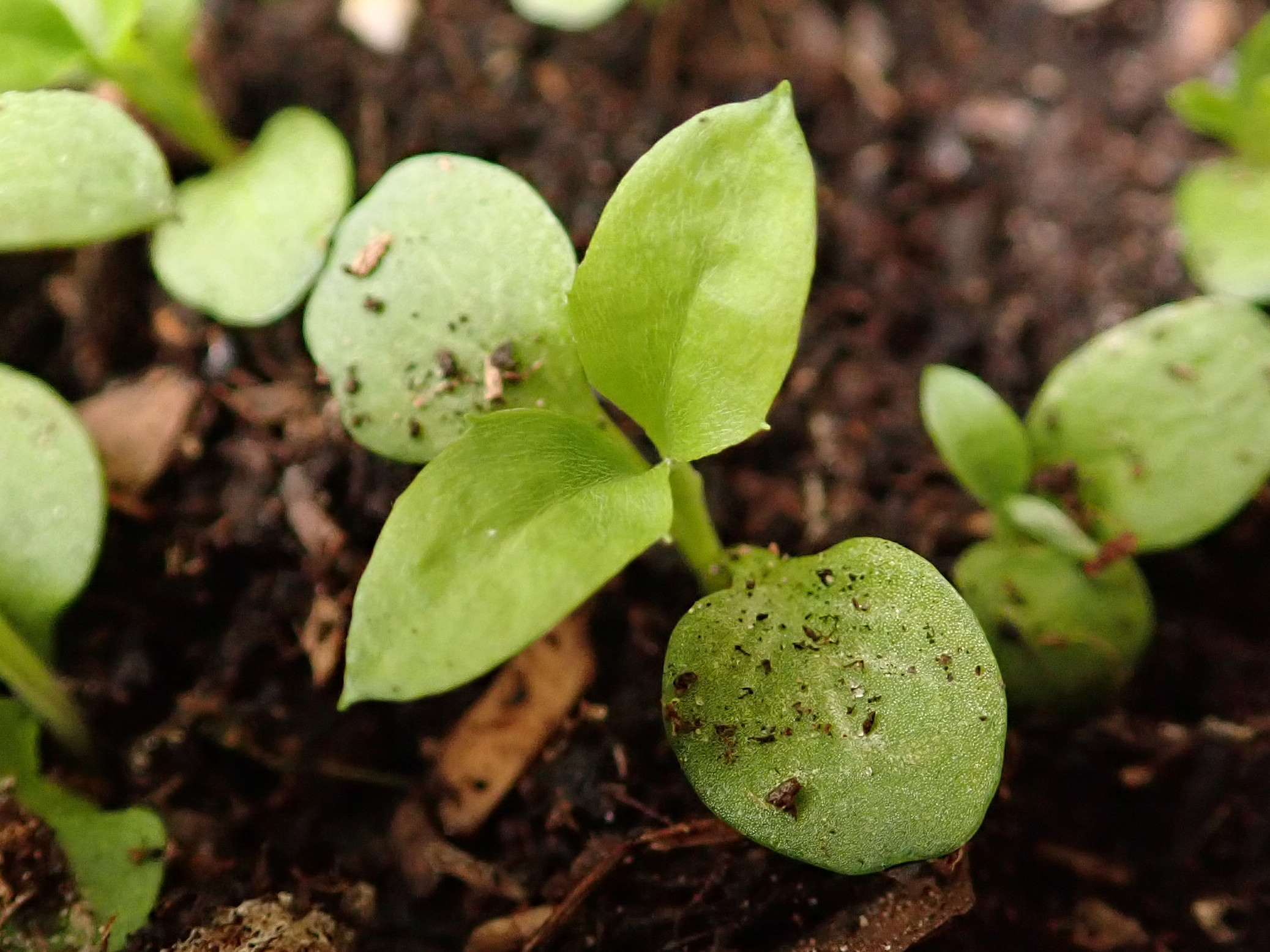
Een zaailing
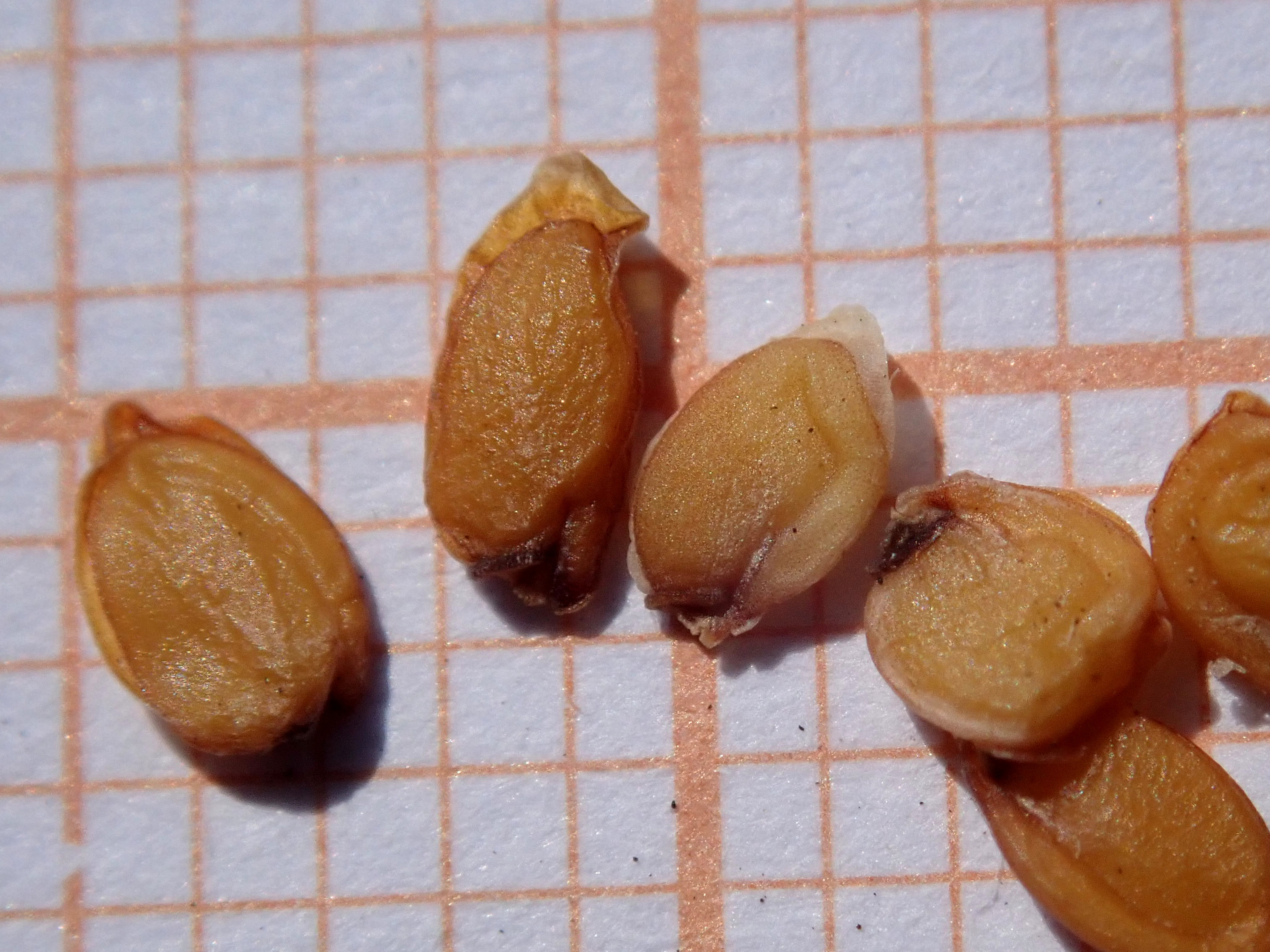
Zaden
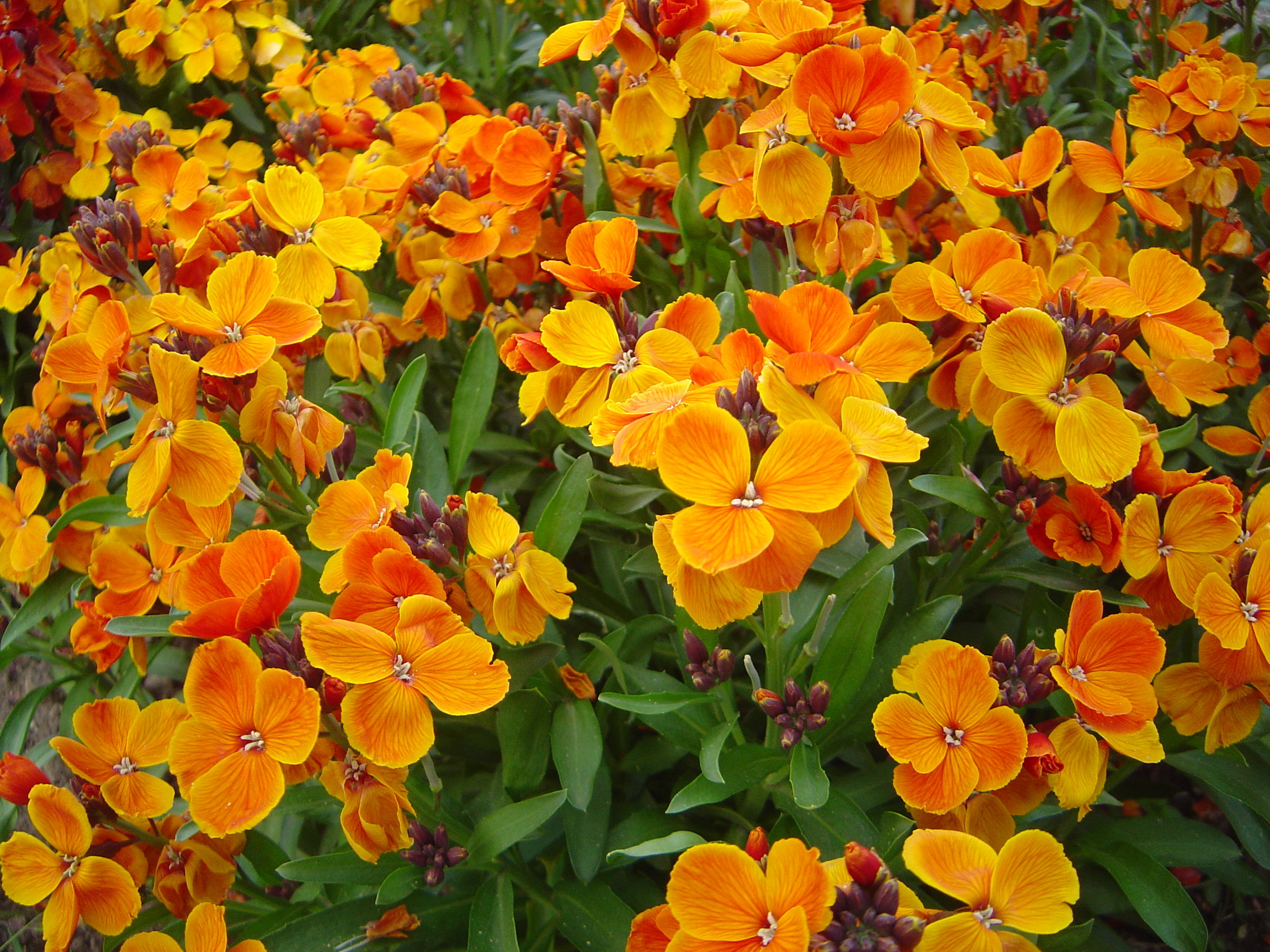
De cultivar 'Orange Bedder'